# 신의주경기장
신의주경기장은 평안북도 신의주시에 위치한 조선민주주의인민공화국에 위치한 종합운동장이다. 현재 기관차체육단의 홈 경기장으로 사용되고 있다.